# ТЕС Хургада
ТЕС Хургада — теплова електростанція на червономорському узбережжі Єгипту, розташована у відомому курортному місті Хургада.
У 1977 році для забезпечення району Хургади електроенергією на площадці станції встановили першу газову турбіну. Зі зростанням енергоспоживання ТЕС підсилювали, так що в підсумку до 2002-го на ній працювало шість турбін General Electric типу 5A2 (три потужністю по 23,7 МВт та три по 24,3 МВт).
У 2016 році ТЕС значно підсилили за рахунок шести газових турбін виробництва тієї ж компанії General Electric потужністю по 48 МВт.
На відміну від більшості теплових електростанцій Єгипту, ТЕС Хургада була розрахована на використання нафтопродуктів. Втім, у 2007 році до регіону по трубопроводу Рас-Шукейр – Хургада подали природний газ.